# Museu Judaico de São Paulo
O Museu Judaico de São Paulo cultiva e mantém vivas as diversas expressões, histórias, memórias, tradições e valores da cultura judaica, em diálogo com o contexto brasileiro, com o tempo presente e com as aspirações de seus diferentes públicos. Localiza-se na Rua Martinho Prado, 128, e pertence à Associação Amigos do Museu Judaico no Estado de São Paulo (AMJSP). O edifício que abriga o Museu é a antiga Sinagoga Beth-El, projetada e construída por Samuel Roder entre 1927 e 1932. O Templo é de estilo bizantino e possui 7 lados, o que remete à numerologia judaica. Em 2004 a Congregação Israelita Ashkenazi de São Paulo doou o edifício para a AMJSP, foi então assinado um contrato de comodato e Associação deu início ao processo de arrecadação de fundos para criar o Museu Judaico naquele espaço.
O Templo Beth-El foi tombado pelo Conselho Municipal de Preservação do Patrimônio Histórico, Cultural e Ambiental da Cidade de São Paulo (Conpresp) em 13 de setembro de 2013, quando já estavam em andamento as obras de restauração para transformar a Sinagoga em museu. As obras, entretanto, já haviam sido aprovadas pelo Departamento do Patrimônio Histórico e pela Secretaria Municipal de Desenvolvimento Urbano. O projeto prevê uma nova fachada de vidro, na entrada lateral do prédio, situada na Avenida 9 de Julho, uma forma de unir a modernidade e as linhas clássicas da Sinagoga.
O Museu foi criado com o intuito de retomar o uso do Templo Beth-El, ampliando sua função cultural e mantendo sua função religiosa. O acervo já conta com aproximadamente 2 mil itens catalogados, incluindo objetos e documentos que contam a história dos judeus no Brasil, enfatizando a fusão das culturas judaica e brasileira.

## História

### Família Klabin
Na abolição da escravatura e a substituição da mão de obra escrava pela mão de obra de imigrantes europeus no Brasil, Maurício Klabin, judeu natural da Lituânia, enxergou a oportunidade de se inserir no mundo dos negócios. Em 1891, Klabin desembarcou em Santos e seguiu para São Paulo, onde conseguiu seu primeiro emprego em uma tipografia, a qual adquiriu posteriormente, começando assim a trilhar seu caminho nos negócios. Com a prosperidade do empreendimento, conseguiu trazer para o Brasil seus irmãos que ainda viviam na Europa. Fundaram juntos a empresa Maurício Klabin & Irmãos e em 1904 adquiriram parte da massa falida do Banco União, expandindo seu patrimônio na cidade de São Paulo. O progresso da família se refletiu na configuração da comunidade judaica paulistana. Em 1923, os Klabin doaram terras para a criação do Cemitério Israelita da Vila Mariana e continuaram doando até 1947, quando deixou de ser possível pois as terras ao redor tinha outros proprietários. Depois disso, a família se envolveu na criação do Templo Beth-El.

### Templo Beth-El
O Templo Beth-El foi construído por iniciativa da Comunidade Israelita Ashkenazim que representava a elite da comunidade judaica paulistana na década de 1920, liderada pelas famílias Klabin e Lafer, foi o primeiro templo judaico erguido fora dos redutos do Bom Retiro. Dois projetos arquitetônicos foram apresentados, ambos de arquitetos russos, um de Samuel Roder, mais clássico, e outro de Gregori Warchavchik, mais modernista, que era casado com a filha mais velha de Maurício Klabin. O projeto de Roder foi o escolhido.

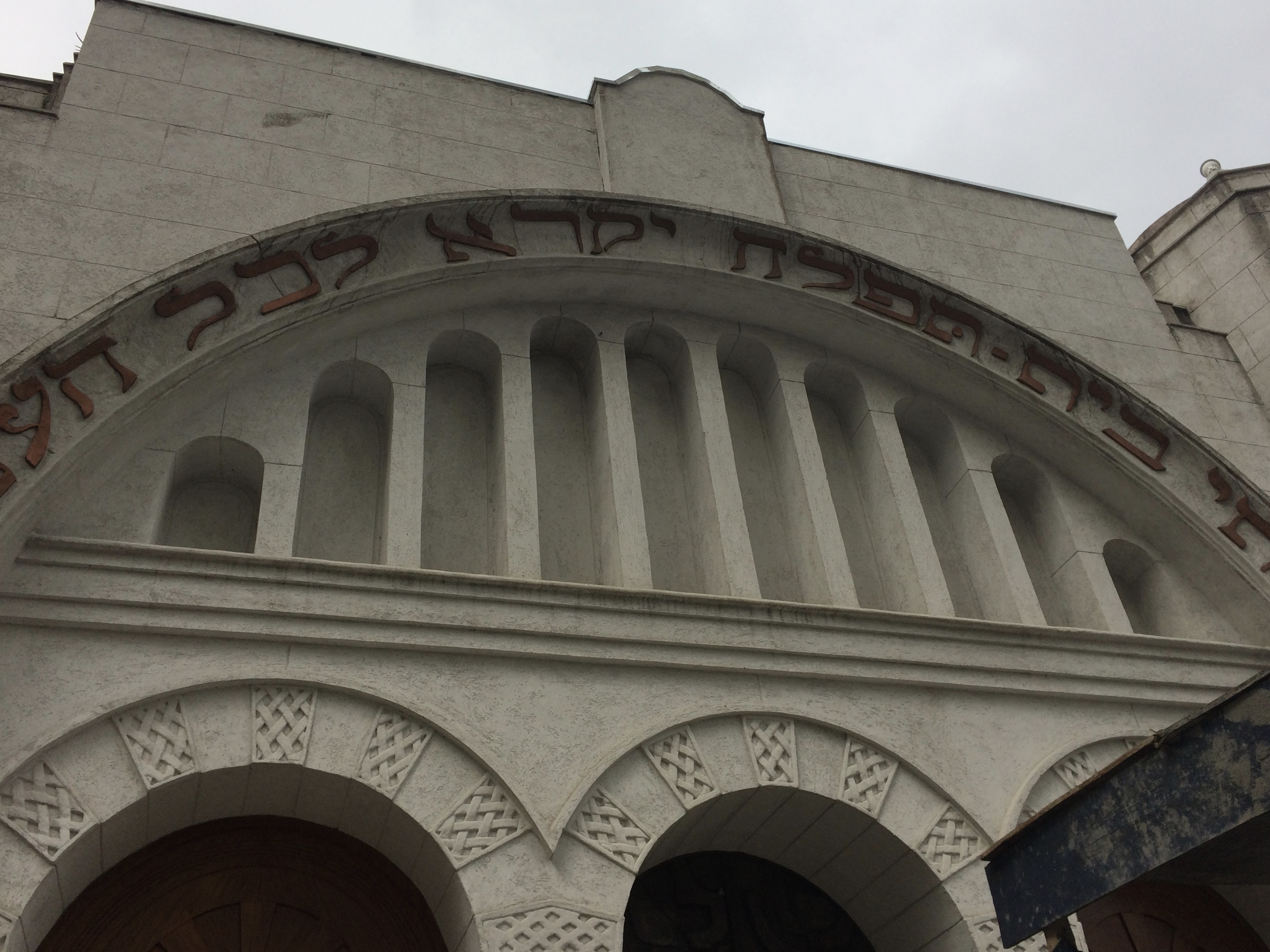
Escritos em hebraico na fachada do Templo

A pedra fundamental do Templo foi lançada em dezembro de 1928. Nesse ano, a Avenida 9 de Julho ainda estava no papel, mas Samuel Roder, que já havia trabalhado na Companhia City, sabia do projeto, por isso indicou o local para a construção do Templo. No início das obras, Roder foi chamado para uma conversa por Horácio Lafer, que transmitia um pedido de Mina Klabin Warchavchik para que seu marido Gregori participasse do projeto. O arquiteto atendeu ao pedido e Warchavchik ficou a frente do projeto por 6 meses, período no qual foi executado o revestimento em pedra das paredes do Templo. Depois Roder retornou ao comando e deu continuidade ao seu projeto. O terreno era complexo, por isso apesar dos esforços de todos os envolvidos, as obras não puderam ser concluídas até 1929 como era previsto. O Templo foi entregue provisoriamente para as celebrações do ano novo judeu de 1930, com altar e cadeiras improvisados. As obras só foram concluídas em 1932, o Templo abriu as portas como uma sinagoga aberta, de rito asquenazita, isso significa que aceitava rabinos das mais diversas origens, confirmando o que está escrito em hebraico na fachada do Templo: “Que esta seja uma casa de orações para todos os povos”.
Entre as décadas de 1940 e 1960, foram celebrados no Templo inúmeras cerimônias de Brit milá, Bar Mitzvá, casamentos e Yskor (reza fúnebre). Com o passar do tempo, o Templo foi perdendo sua relevância, principalmente por conta da migração das famílias que frequentavam o espaço para outros bairros da capital.

### O Museu
Em abril de 2000 representantes de várias entidades judaicas se reuniram na Hebraica e fundaram a Associação dos Amigos do Museu Judaico (AMJSP), com a intenção de criar no futuro o Museu Judaico de Sao Paulo. Quatro anos depois, em abril de 2004, a Comunidade Israelita Ashkenazim e a AMJSP assinaram um contrato de comodato, sendo assim, a Comunidade continuou utilizando o Templo para grandes festas e a Associação conseguiu o espaço para abrigar o futuro Museu.
A partir de 2006, a AMJSP começou a tentar arrecadar fundos para financiar a obra de restauro do Templo, para torná-lo Museu. A obra foi orçada em 22 milhões de reais e foi iniciada em 2011, um ano após ser aprovada pelo Departamento do Patrimônio Histórico e pela Secretaria Municipal de Desenvolvimento Urbano. Em 2013 o governo alemão doou 900 mil reais para a iniciativa. A obra foi concluída e entregue ao público em 2021.

## Arquitetura

### Arquitetura do Templo Beth-El

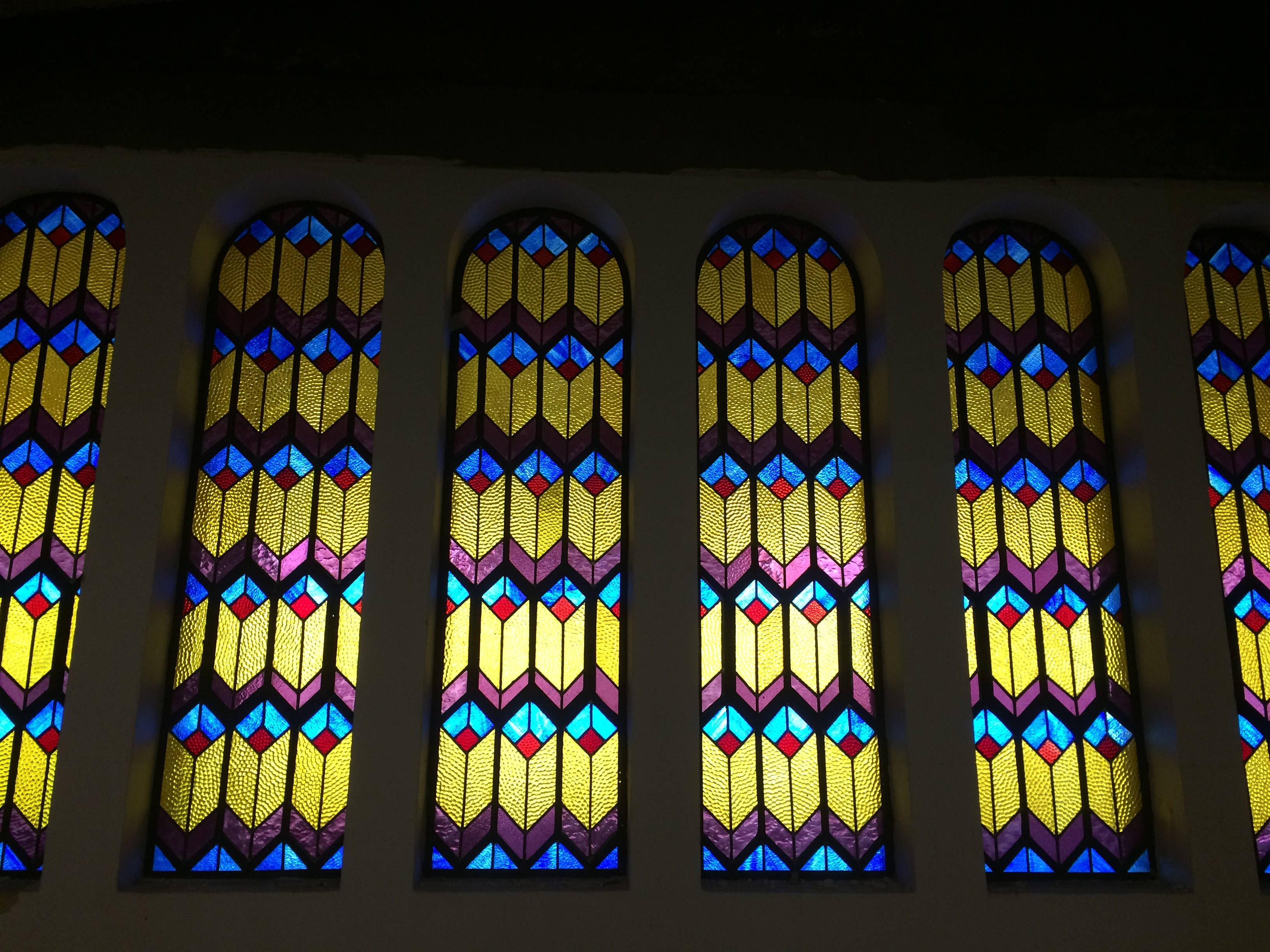
Vitrais no nível da sinagoga

Samuel Roder nasceu em Kiev em 1896, quando a atual capital ucraniana ainda fazia parte da Rússia. Vindo de uma família judaica abastada, formou-se na Escola de Belas Artes da Academia Imperial de Kiev em 1913. Após viajar pela Europa e para Nova York, Roder desembarcou no Brasil em 1917 e viu de longe a eclosão da Revolução Russa e as consequências dela, como a impossibilidade de manter contato e de contar com o suporte financeiro da família. Para se sustentar, Samuel decidiu começar a trabalhar como arquiteto em São Paulo. Seu primeiro emprego foi na City of São Paulo Improvements and Freehold Land Company Limited, a Companhia City, onde trabalhou até 1918. Depois abriu seu próprio escritório, que funcionou até 1970, em sociedade com Fernando Costa.

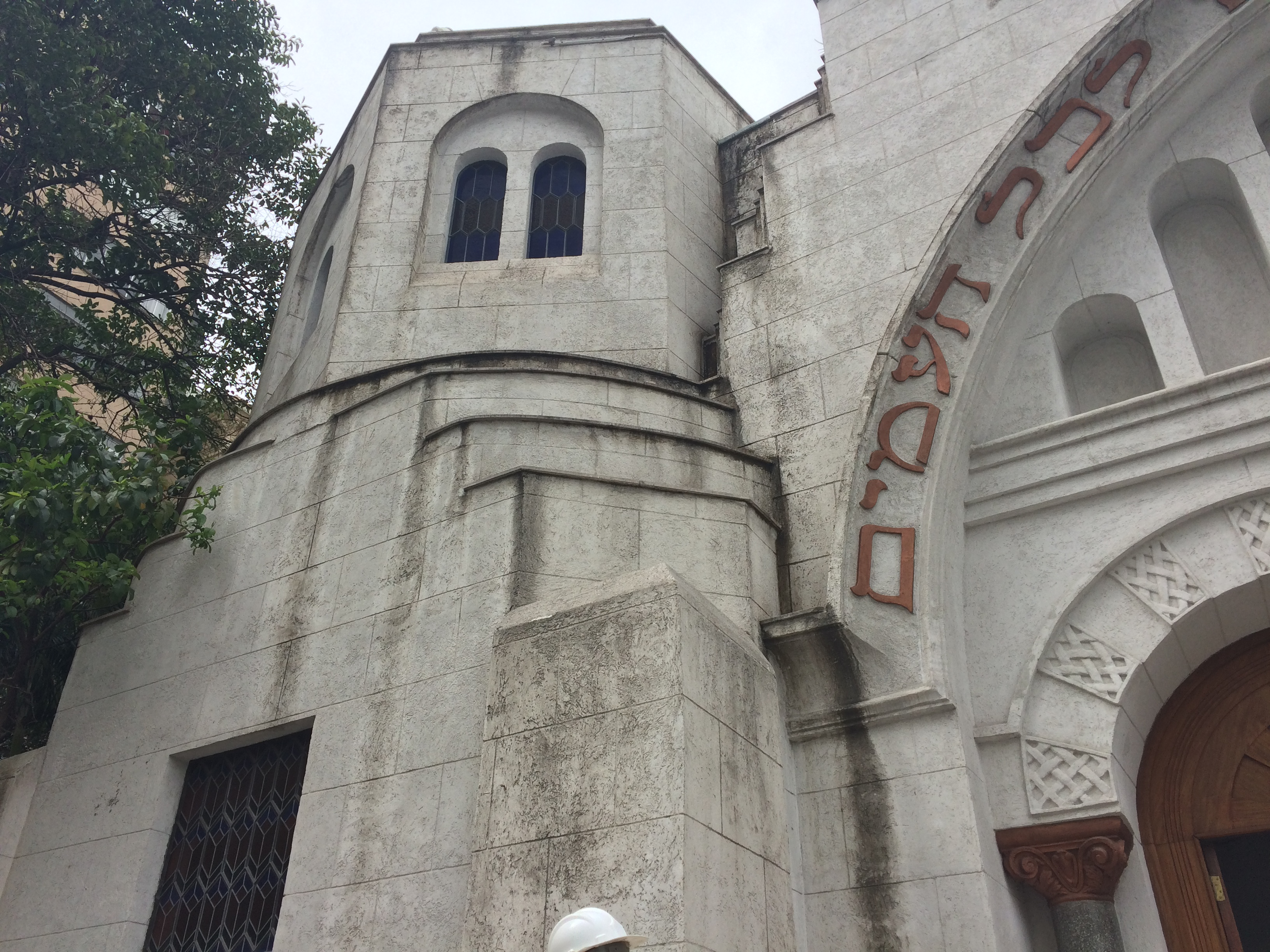
Torre lateral da fachada do Templo

O projeto arquitetônico de Samuel Roder foi inspirado no Templo Tifereth-Israel, localizado em Cleveland, Ohio, projetado por Charles Greco. Roder teria tido acesso a imagens da sinagoga de Greco através da revista Architectural Forum que publicou um artigo sobre o templo americano em 1925. O historiador Lewis Mumford afirmava que o uso do estilo bizantino em templos e sinagogas era importante pois ao longo de mais de quinze séculos, ele serviu como uma linguagem universal utilizada por judeus, cristãos e muçulmanos na Palestina. Para Mumford o uso desse estilo era como um retorno aos fundamentos da cultura e da religião, dessa forma o judeu poderia se manter judeu mesmo em uma sociedade moderna.

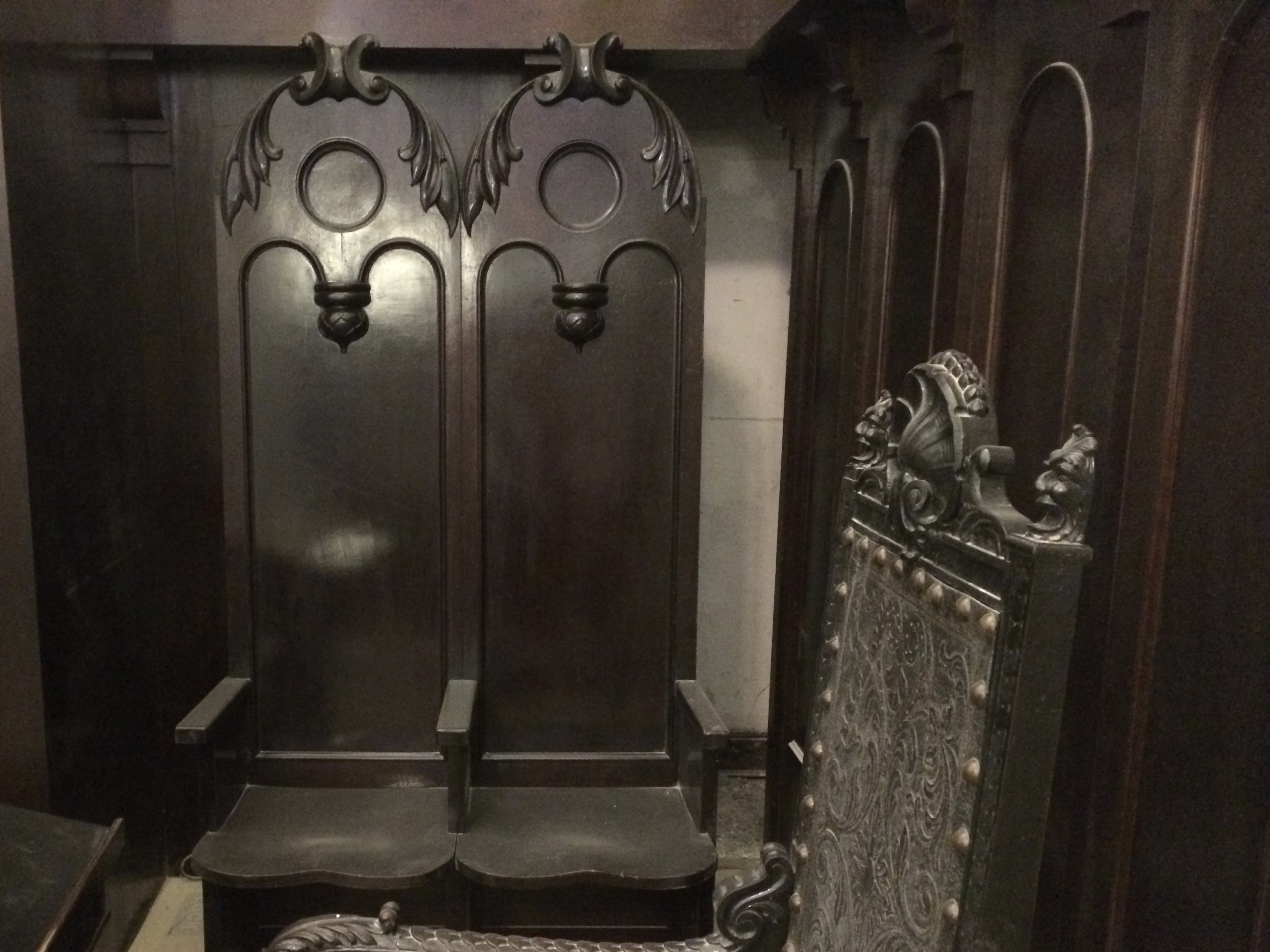
Cadeiral do Templo em madeira escura

O Templo Beth-El foi projetado com 7 lados em sua base e em todas as suas torres, em referência à numerologia judaica. Sua fachada é emoldurada por duas torres laterais e o domo bizantino com uma suave curvatura. Seu interior é estruturado com pilares e arcos formando um polígono que sustenta as galerias. Essas são distribuídas nos três lados desse polígono e suportadas por grandes pilares, criando uma polarização sutil entre a Bema, que é a plataforma utilizada para a leitura da Torá, e o Aron Kodesh, o local onde são guardados os Sefer Torá.
No nível da sinagoga - ou seja, o local de culto no interior do Templo -, nas galerias e entre o mezanino e a cúpula, foram colocados vitrais. A luz filtrada por eles é um dos únicos elementos decorativos do Templo. Outros elementos como as cadeiras fixas e a Bema, são sóbrios, feitos em madeira escura. Samuel Roder tinha intenções de decorar o interior do Templo, mas não pode por conta da falta de recursos. A arquitetura interna do Templo, segue o padrão das sinagogas europeias: foi feito um mezanino, para as mulheres ficarem durante as cerimônias realizadas no templo - os homens ficam embaixo - e a parede onde fica o Aron Kodesh e o altar foi projetada para ficar geograficamente voltada para Jerusalém.

### Arquitetura do Museu
Para transformar o Templo em Museu, foi necessário uma modernização. O projeto incluía desde a restauração da pintura original da sinagoga até a construção de um anexo de 4 andares. Vários projetos foram analisados e, em 2010, o júri, que incluía um membro do Departamento do Patrimônio Histórico, escolheu o projeto da Botti Rubin Arquitetura. O projeto proposto não comprometia a estrutura do Templo, permitia que ainda ficasse claro como funcionava uma sinagoga e incluía novos elementos de forma neutra.
A linha que definiu o projeto foi "Modernidade e preservação", isso significava manter as características originais do Templo - algumas vezes até as recuperando - e incorporar algo novo, no caso, um anexo que ocupa a área que vai da Rua Martinho Prado até a Avenida 9 de Julho, acompanhando o desnível do terreno com a estrutura de 4 andares. Apesar de todos os avanços na área da construção civil, a equipe que coordenou o projeto enfrentou o mesmo problema que Samuel Roder: o Córrego do Saracura, que compõe o Ribeirão Anhangabaú. O lençol freático fica apenas alguns metros abaixo Avenida 9 de Julho, por isso as estacas de sustentação, que teriam 30 metros, tiveram de ser trocadas por estacas de 50 metros.
Representantes do MJSP criaram parcerias com museus judaicos de Jerusalém, Nova York e Berlim garantindo assim um cronograma de exposições temporárias internacionais para os primeiros anos de funcionamento do Museu. A entrada lateral pela Avenida 9 de Julho conta com a grande fachada de vidro, que se estende pelos 4 andares. No nível da Avenida 9 de Julho há uma área educativa para alunos de escolas da cidade de São Paulo e outras crianças em visita, onde há monitores para esclarecer os temas abordados nas diversas exposições do Museu. A intenção é educar as crianças sobre o antissemitismo, discriminação e cidadania. No segundo subsolo, há exposições temporárias que podem ser próprias do Museu ou internacionais, fruto das parcerias do MJSP com museus ao redor do mundo. Para receber essas exposições, o Museu precisou criar uma sala com sistema de climatização especial e de segurança, além de itens como suportes expográficos.

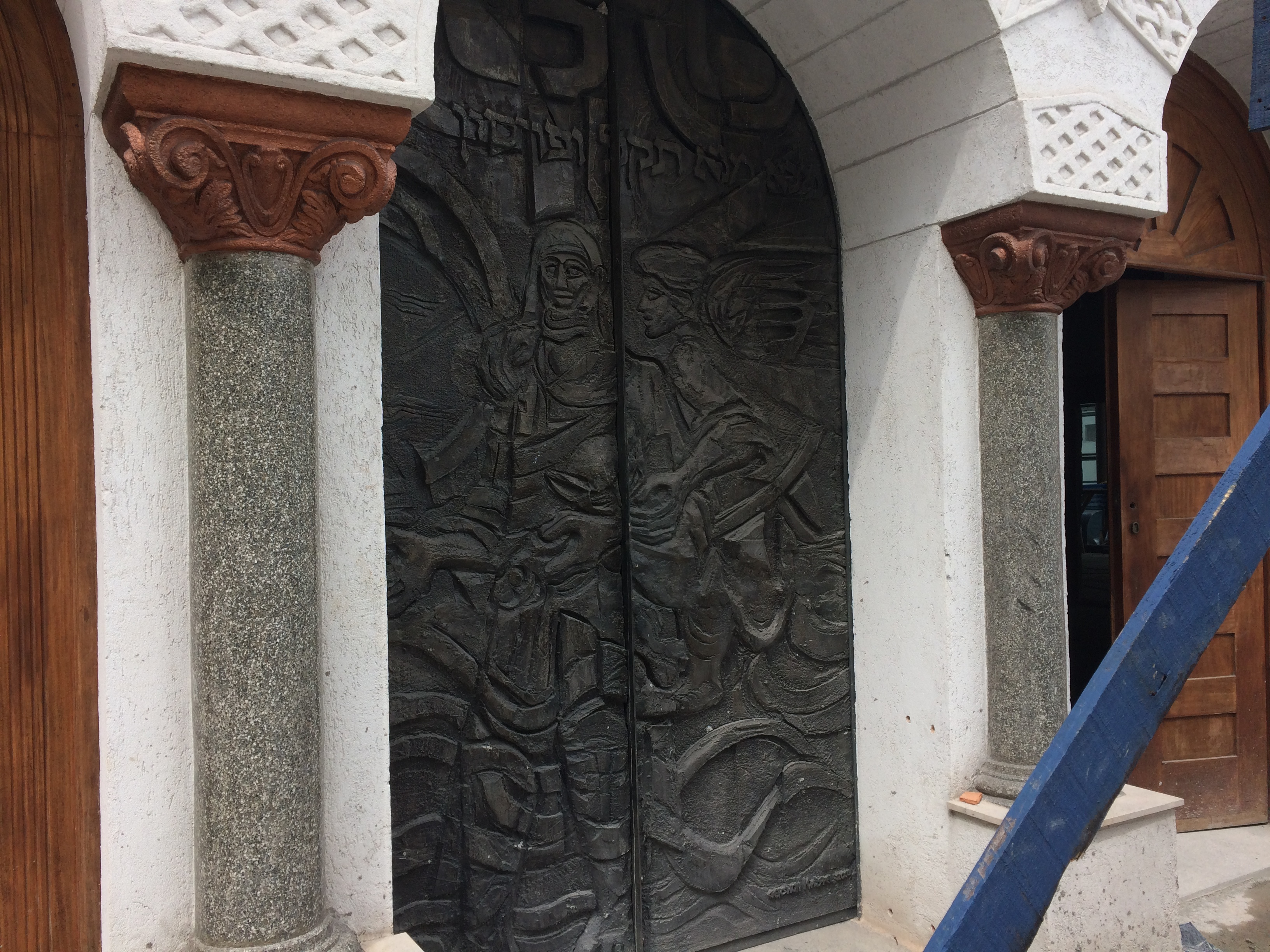
Entrada principal na Rua Martinho Prado

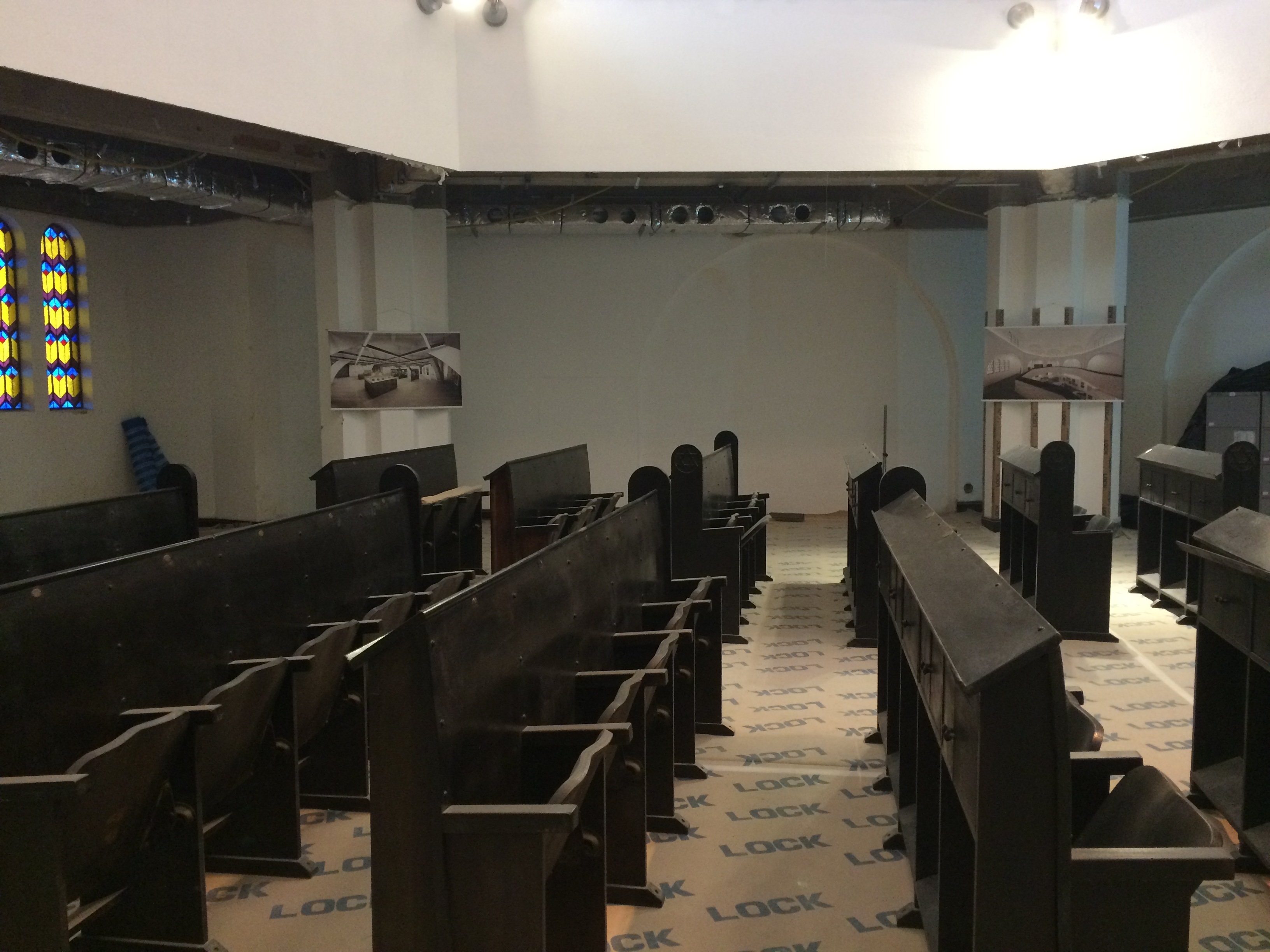
Salão interno do Templo

No primeiro subsolo há uma exposição fixa sobre a trajetória dos judeus no Brasil, desde o Descobrimento até a última grande onda migratória, entre as décadas de 1960 e 1970, que trouxe ao Brasil judeus naturais do Líbano, Síria e Egito. Nesse mesmo andar, uma sala será dedicada somente ao Memorial do Holocausto, ela incluirá a história da relação do Brasil com a Alemanha da época, tomada pelo nazismo, focando inclusive nos refugiados judeus e nazistas que vieram para o país. Na altura da Rua Martinho Prado, no edifício original do Templo Beth-El, há uma exposição fixa sobre o Judaísmo, centrada na Bema do Templo. Essa exposição mostra de forma didática - para atender também os leigos no assunto - como são os rituais e festas tradicionais da cultura judaica. Logo acima, no mezanino, que costumava ser reservado às mulheres, há criada uma área de pesquisa, que conta com diversos computadores. Além disso, há uma biblioteca com volumes relacionados ao Judaísmo sobre os mais diversos temas como história, ética, religião etc. No último andar há uma área reservada para a história do Estado de Israel e de judeus que tiveram destaque na história brasileira como escritores, políticos, artistas, banqueiros, industriais etc. Além dessa área, há nesse andar uma loja do Museu, um restaurante com comida típica judaica.

## Significado Histórico e Cultural
A comunidade judaica foi marcada pela perseguição que sofreram e pela guerra, isso se refletiu na sua produção cultural, na sua visão crítica, na criação de instituições judaicas, que transmitissem o valor desse povo, e de sociedades beneficentes, que auxiliassem judeus recém-chegados nos mais diversos países. O período entreguerras foi marcado por grandes transformações na comunidade judaica e justamente nesse período foi construído o Templo Beth-El. Os imigrantes judeus que viviam em São Paulo, buscavam construir na cidade uma história, para assim definirem sua identidade. O Templo foi essencial nesse processo.
Em 15 de novembro de 2002, foi aberto o processo de tombamento do Templo pelo Conselho Municipal de Preservação do Patrimônio Histórico, Cultural e Ambiental da Cidade de São Paulo (Conpresp), o tombamento foi requerido pela Secretaria Municipal de Cultura. Desde a abertura do processo até sua conclusão, o Templo deixou de ser apenas templo para se tornar também o Museu Judaico de São Paulo. Isso foi levado em conta para a decisão final sobre a importância histórica e cultural do edifício.
A comunidade judaica e geral paulistana precisava de um espaço idealizado especificamente para resgatar e conservar o patrimônio produzido pelos judeus nos mais diversos campos do conhecimento ao longo dos anos. Não havia, em São Paulo, um museu que mostrasse a unidade do judaísmo, os diversos grupos nacionais e a integração das comunidades judaicas com os seus vizinhos mais próximos, que contasse a história da minoria étnica judaica inserida no contexto da cultura geral e nacional, das centenas de anos da presença dos judeus no Brasil e que ainda tivesse um acervo com objetos e documentos que sintetizam essa história e mostram como a cultura judaica e a brasileira se fundiram. Por isso, o Museu Judaico de São Paulo, que ainda estava somente no papel, foi considerado um patrimônio histórico e foi tombado pelo Conpresp em 13 de setembro de 2013.

## Lei Rouanet
Em 2017  o Ministério da Cultura do Brasil, pelos critérios da Lei Rouanet, deu aval para  a captação de R$ 12.943.694,75 para os finalmentes da construção.

## Verba do BNDES
Em 27 de janeiro de 2017 o site oficial do Banco Nacional de Desenvolvimento Econômico e Social  informava que o BNDES: "aprovou apoio financeiro de R$ 7,8 milhões para restauração da antiga sinagoga Templo Beth-El e construção de prédio anexo onde será instalado o Museu Judaico de São Paulo. Os recursos são não reembolsáveis, dedutíveis no âmbito da Lei Rouanet, e destinam-se à Associação dos Amigos do Museu Judaico no Estado de São Paulo (AMJSP), instituição sem fins lucrativos responsável pelo projeto. O apoio do Banco representa 29,7% do valor total da etapa de obras, após a qual terão início as fases de museologia e expografia".

Galeria
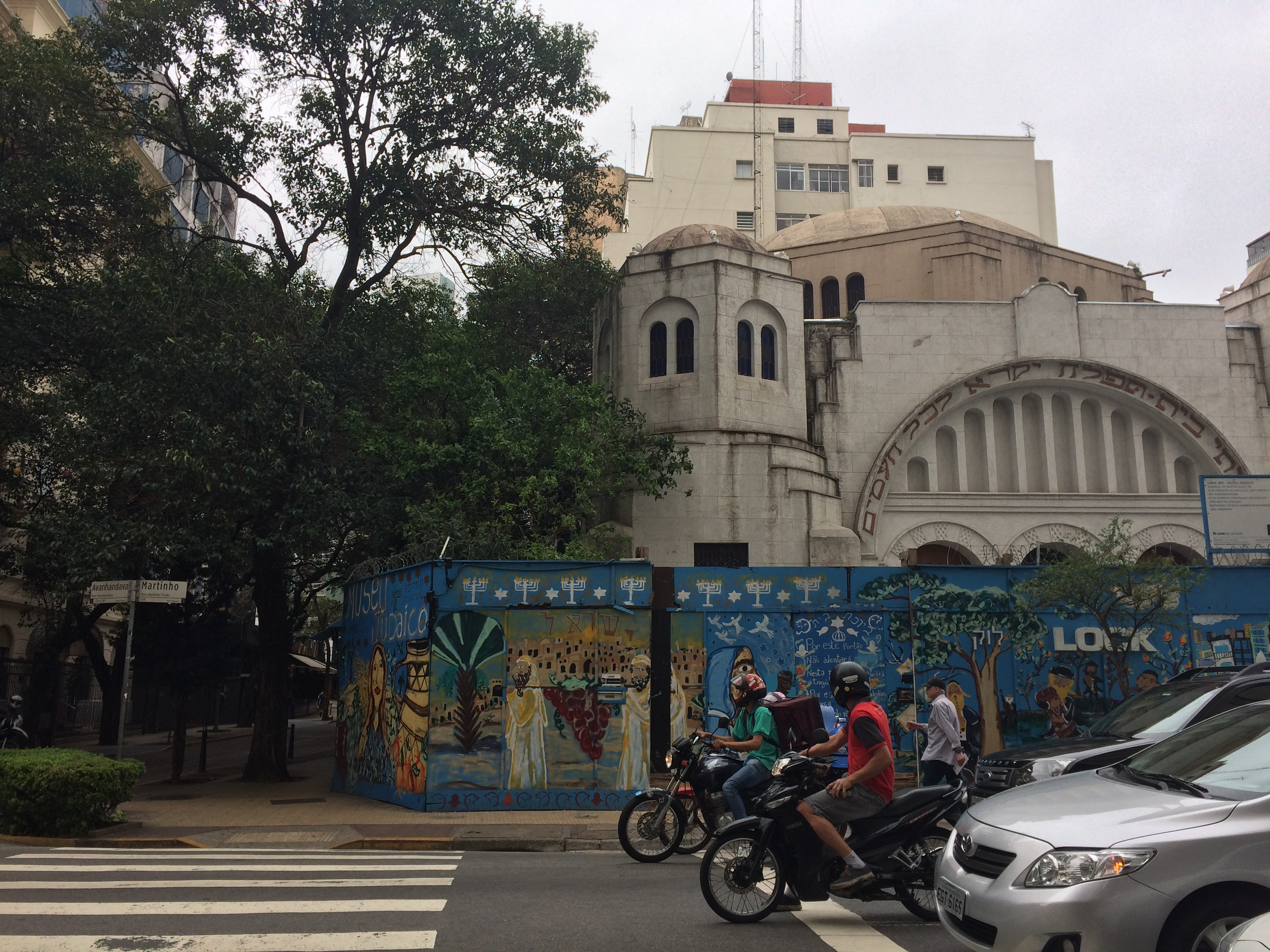
Fachada da Rua Martinho Prado (em reforma)
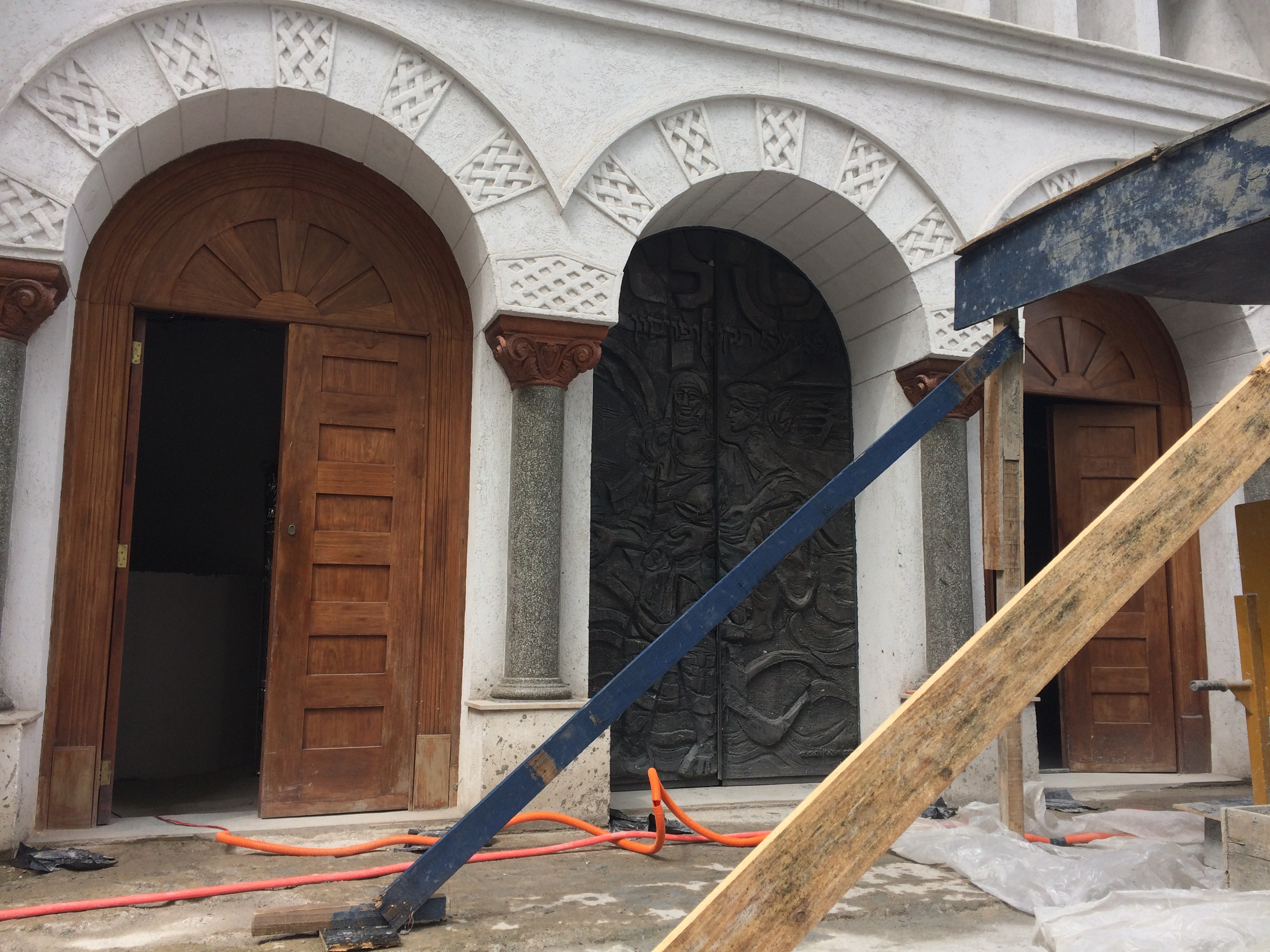
Entrada da Rua Martinho Prado (em reforma)
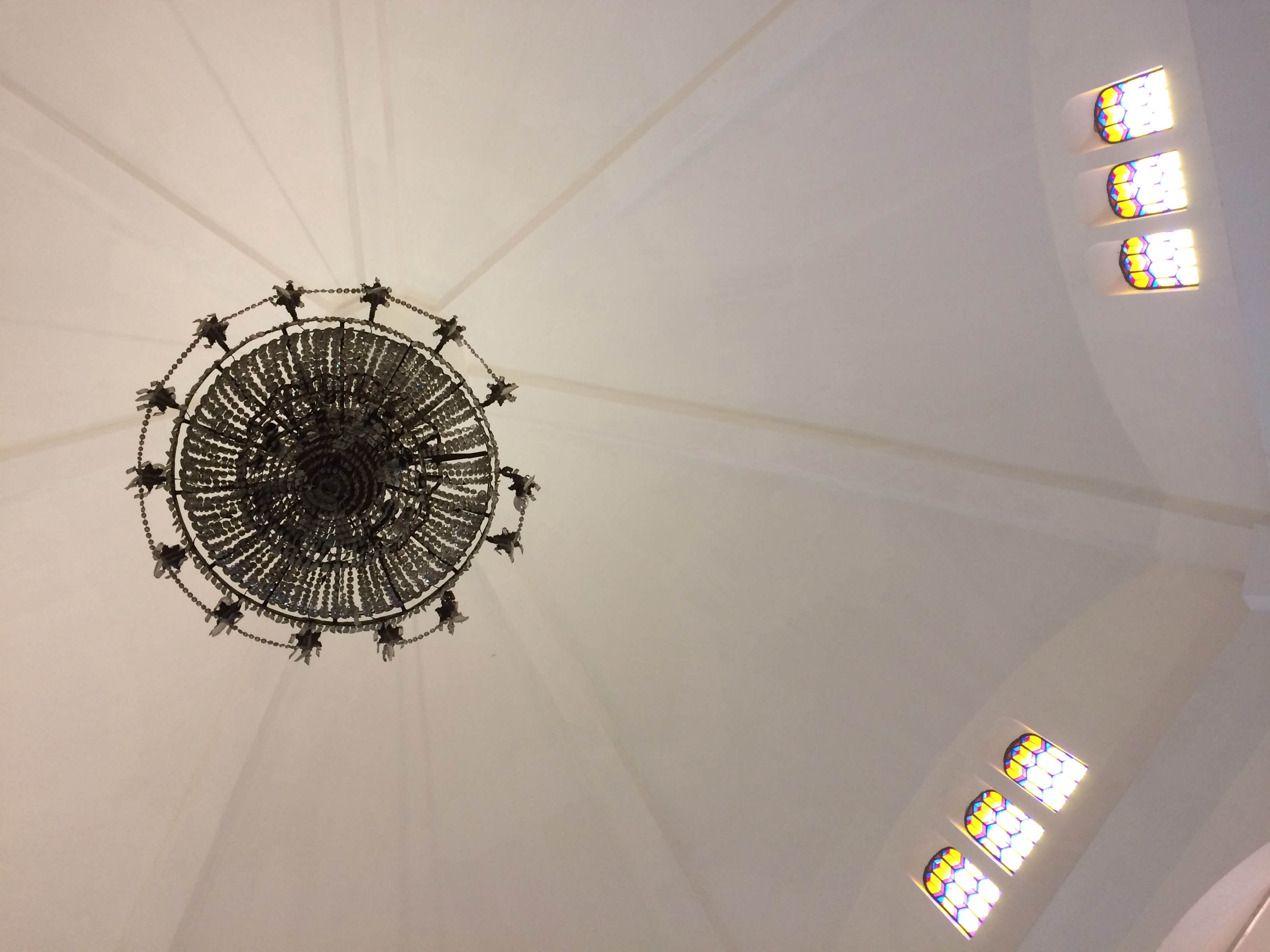
Vitral entre o mezanino e a cúpula e lustre central
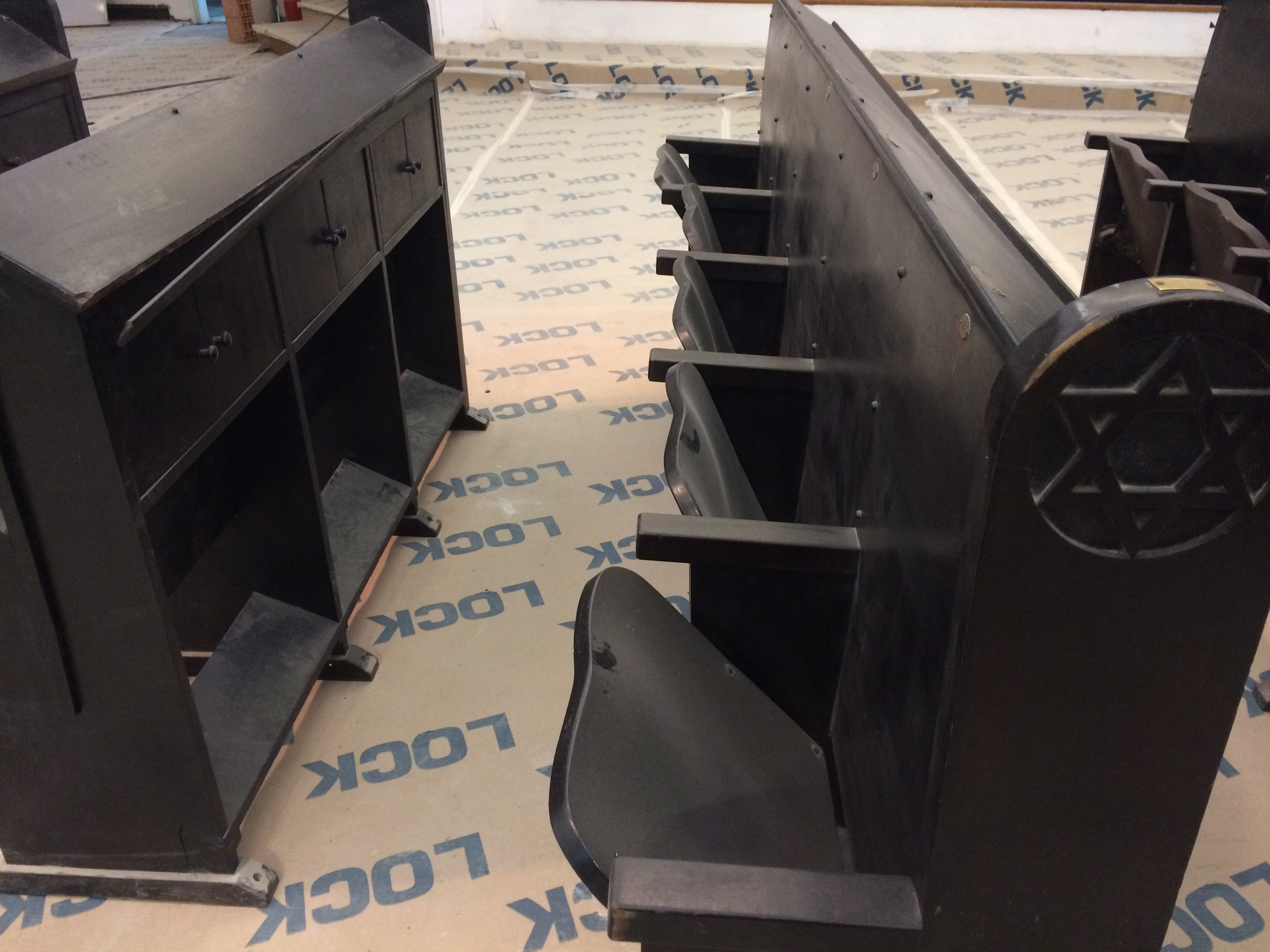
Bancos no interior do Templo
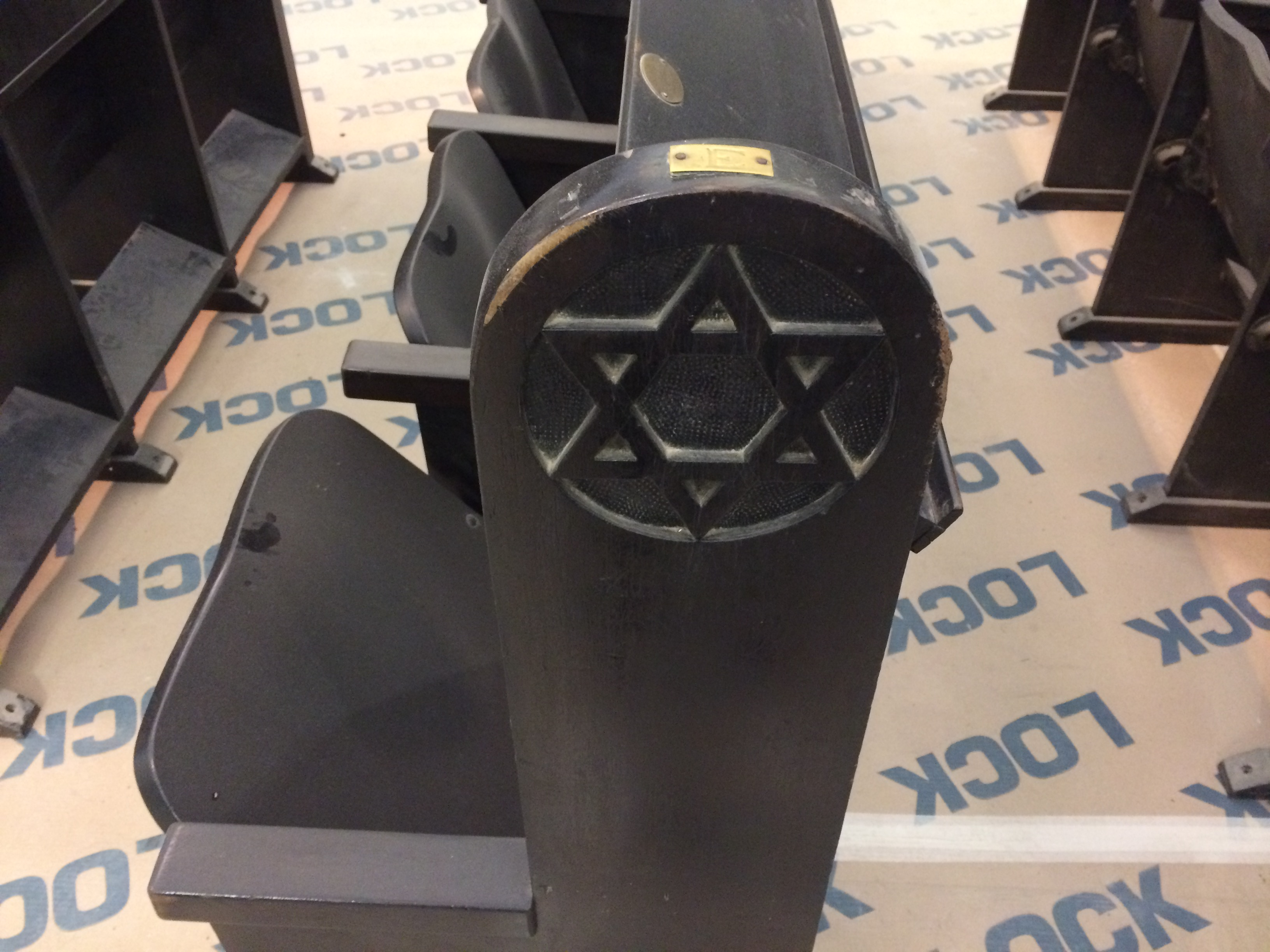
Detalhe do banco no interior do Templo
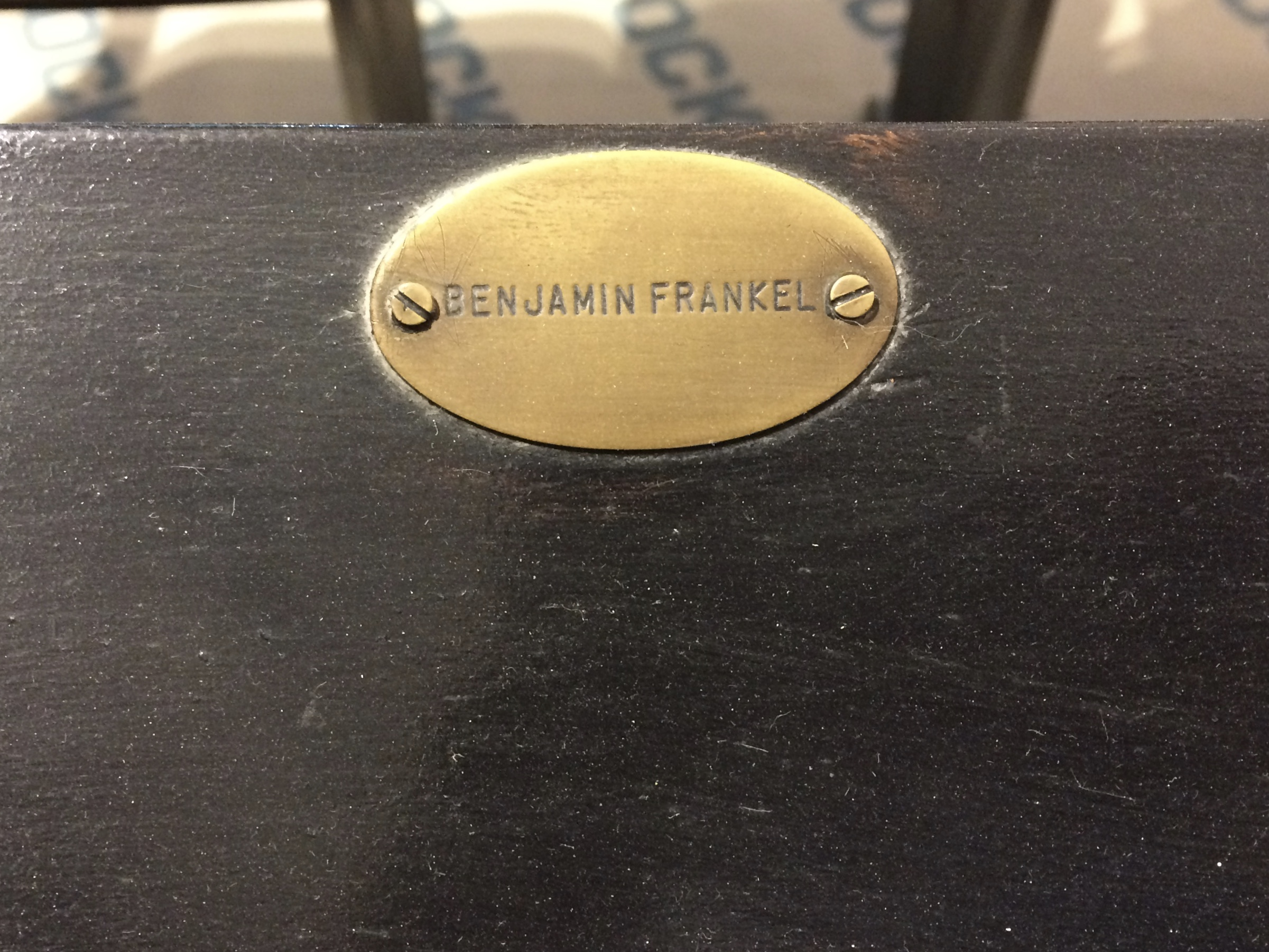
Detalhe do banco no interior do Templo